# Supererupção
Supererupções (superflares) são explosões muito fortes observadas em estrelas, com energias de até dez mil vezes as de erupções típicas do Sol. As estrelas nesta classe satisfazem condições que as tornariam análogas ao Sol, e se esperaria que fossem estáveis por escalas muito longas de tempo. As nove candidatas originais foram detectadas por diversos métodos. Nenhum estudo sistemático foi possível até o lançamento do satélite Kepler, que monitorou um número muito grande de estrelas do tipo solar, com precisão muito alta e por um período extenso. Isto mostrou que uma pequena proporção de estrelas tinham violentas erupções, até 10 mil vezes mais potentes que as mais fortes erupções conhecidas do Sol. Em muitos casos, houve eventos múltiplos na mesma estrela. Estrelas mais jovens tinham maior probabilidade de ter erupções que as mais velhas, mas eventos mais fortes foram vistos em estrelas tão velhas quanto o Sol.
As erupções foram inicialmente explicadas postulando-se planetas gigantes em órbitas muito próximas, de forma que os campos magnéticos da estrela e do planeta estivessem ligados. A órbita do planeta entortaria as linhas de campo até que a instabilidade liberasse energia de campo magnético na forma de uma erupção. Entretanto, nenhum planeta deste tipo em trânsito foi encontrado pela Kepler e esta teoria foi abandonada.
Todas as estrelas supereruptivas mostram variações quase periódicas de brilho, interpretadas como manchas estelares muito grandes carregadas pela rotação. Estudos espectroscópicos encontraram linhas espectrais que eram indicadoras claras de atividade cromosférica associada com campos magnéticos fortes e extensos. Isto sugere que as supererupções diferem apenas em escala das erupções solares.
Foram feitas tentativas de detectar supererupções solares passadas, a partir da concentração de nitrato no gelo polar, de observações históricas de auroras e dos isótopos radioativos que podem ser produzidos por partículas solares energizadas. Embora dois eventos promissores tenham sido encontrados em registros de carbono-14 em anéis de árvores, não é possível associá-los definitivamente com um evento de supererupção.
Supererupções solares teriam efeitos drásticos, especialmente se ocorressem como eventos múltiplos. Como elas podem ocorrer em estrelas da mesma idade, massa e composição do Sol, isto não pode ser afastado. Entretanto, as estrelas supereruptivas do tipo solar são muito raras e são magneticamente muito mais ativas do que o Sol. Se supererupções solares ocorrerem, pode ser em episódios bem definidos, que ocupem uma pequena fração do seu tempo.

## Estrelas supereruptivas
Uma estrela supereruptiva não é o mesmo que uma estrela eruptiva, que normalmente se refere a uma anã vermelha de tipo espectral muito frio. O termo se restringe a grandes eventos transientes em estrelas que satisfaçam às seguintes condições:
- A estrela está na classe espectral F8 a G8.
- Está na sequência principal ou próxima dela.
- É solitária ou é parte de uma binária de separação muito alta.
- Não tem alta rotação.
- Não é extremamente jovem.

Essencialmente, essas estrelas devem ser vistas como análogas ao Sol. Originalmente, nove estrelas supereruptivas foram encontradas, algumas delas similares ao Sol.

## Candidatas originais a supereruptivas
O trabalho original identificou nove objetos como candidatos, a partir de pesquisa na literatura:
| Estrela             | Tipo    | V (mag) | Detector       | Amplitude Erupção   | Duração       | Energia (erg)   |
| ------------------- | ------- | ------- | -------------- | ------------------- | ------------- | --------------- |
| Groombridge 1830    | G8 V    | 6,45    | Fotografia     | ΔB = 0,62 mag       | 18 min        | EB ~ 1035       |
| Kappa1 Ceti         | G5 V    | 4,83    | Espectroscopia | EW(He) = 0,13Å      | ~ 40 min      | E ~ 2 × 1034    |
| MT Tauri            | G5 V    | 16,8    | Fotografia     | ΔU = 0,7 mag        | ~ 10 min      | EU ~ 1035       |
| Pi1 Ursae Majoris   | G1.5 Vb | 5,64    | Raios-X        | LX = 1029 erg/s     | >~ 35 min     | EX = 2 × 1033   |
| S Fornacis          | G1 V    | 8,64    | Visual         | ΔV ~ 3 mag          | 17 - 367 min  | EV ~ 2 × 1038   |
| BD +10°2783         | G0 V    | 10,0    | Raios-X        | LX = 2 × 1031 erg/s | ~ 49 min      | EX >> 3 × 1034  |
| Omicron Aquilae     | F8 V    | 5,11    | Fotometria     | ΔV = 0,09 mag       | ~ 5 - 15 dias | EBV ~ 9 × 1037  |
| 5 Serpentis         | F8 IV-V | 5,06    | Fotometria     | ΔV = 0,09 mag       | ~ 3 - 25 dias | EBV ~ 7 × 1037  |
| UU Coronae Borealis | F8 V    | 8,86    | Fotometria     | ΔI = 0,30 mag       | >~ 57 min     | Eopt ~ 7 × 1035 |

“Tipo” indica a classificação estelar, contemplando a classe espectral e a classes de luminosidade.
“V (mag)” indica a magnitude visual aparente normal da estrela.
“Amplitude da erupção” é a largura equivalente da linha 5875.6Å He I D3 na emissão.
As observações variam para cada objeto. Algumas são medições por raios-X, outras são visuais, fotográficas, espectrométricas ou fotométricas. As energias para os eventos variam entre 2 × 1033 e 2 × 1038 ergs.

## Descobertas da Kepler
A sonda Kepler é um observatório espacial projetado para encontrar planetas pelo método do trânsito. Um fotômetro monitora continuamente o brilho de 150 000 estrelas em uma área fixa do céu (nas constelações de Cygnus, Lyra e Draco) para detectar mudanças no brilho causadas por planetas passando em frente ao disco estelar. Mais de 90 000 são estrelas do tipo G (similares ao Sol) na sequência principal ou próximas dela. A área observada corresponde a aproximadamente 0,25% do céu inteiro. O fotômetro é sensível a comprimentos de onda de 400-865 nm, todo o espectro visível e parte do infravermelho. A precisão fotométrica obtida pela Kepler é tipicamente de 0,01% (0,1 mmag) para tempos de integração de 30 minutos de estrelas de magnitude 12.

## Estrelas do tipo G
A alta precisão, o grande número de estrelas observadas e o longo período de observação tornam a Kepler ideal para identificar supererupções. Estudos publicados em 2012 e 2013 envolveram 83 000 estrelas num período de 500 dias. As estrelas foram selecionadas a partir do Kepler Input Catalog por terem temperatura efetiva (Teff) entre 5100 e 6000 K (o valor do Sol é 5750 K), para encontrar estrelas de classe espectral similar à do Sol, e a gravidade superficial log g > 4,0, para eliminar subgigantes e gigantes. As classes espectrais variam de F8 a G8. O tempo de integração foi de 30 minutos no estudo original. 1547 supererupções foram encontradas em 279 estrelas do tipo solar. Os eventos mais intensos aumentaram o brilho das estrelas em 30% e tiveram energia de 1036 ergs. Erupções de luz branca no Sol alteram o brilho em cerca de 0,1% e as erupções mais fortes têm uma energia na luz visível de cerca de 1032  ergs (todas as energias citadas estão na banda óptica e portanto são limites inferiores, uma vez que alguma energia é emitida em outros comprimentos de onda). A maioria dos eventos foi muito menos energética do que isto: amplitudes de erupção abaixo de 0,1% do valor estelar e energias de 2 × 1033 ergs foram detectáveis com a integração de 30 minutos. As erupções tinham um crescimento rápido, seguido de um decaimento exponencial numa faixa de tempo de 1-3 horas. Os eventos mais potentes corresponderam a energias 10 mil vezes maiores do que as maiores erupções observadas no Sol. Algumas estrelas tinham erupções com alta frequência: uma estrela apresentou 57 eventos em 500 dias, uma taxa de uma a cada nove dias. Para a estatística de erupções, o número de erupções diminuiu com a energia E, grosseiramente, como E−2, um comportamento similar às erupções solares. A duração da erupção aumentou com a sua energia, mais uma vez de acordo com o comportamento do Sol.
Alguns dados da Kepler são tomados em amostras de um minuto, embora, inevitavelmente, com menor precisão. O uso desses dados, em uma amostra menor de estrelas, revela erupções que são muito breves para detecção confiável com integrações de 30 minutos, permitindo a detecção de eventos de 1032 ergs, comparáveis com as maiores erupções do Sol. A frequência de ocorrências como uma função da energia permanece uma lei de potência E−n quando estendida para energias menores, com n em torno de 1,5. Com a resolução atual, algumas supererupções mostram múltiplos picos, com separações de 100 a 1000 segundos, mais uma vez comparáveis com as pulsações das erupções solares. A estrela KIC 9655129 mostrou dois períodos de 78 e 32 minutos, sugerindo oscilações magnetoidrodinâmicas na região das erupções. Essas observações sugerem que as supererupções são diferentes das erupções solares somente em escala, e não em tipo.
Estrelas supereruptivas mostram uma variação de brilho quase periódica, o que é interpretado como evidência de manchas estelares carregadas pela rotação da estrela. Isto permite uma estimativa do período de rotação da estrela; os valores variam desde menos de um dia até dezenas de dias (o valor do Sol é de 25 dias). No Sol, o monitoramento radiométrico por satélites mostra que grandes manchas solares podem reduzir o brilho em até 0,2%. Em estrelas supereruptivas, as variações de brilho mais comuns são 1-2%, embora elas possam ser de até 7-8%, sugerindo que a área das manchas estelares pode ser muito maior do que qualquer coisa encontrada no Sol. Em alguns casos as variações de brilho podem ser modeladas por apenas uma ou duas grandes manchas estelares, mas nem todos os casos são tão simples. As manchas estelares poderiam ser grupos de manchas menores ou manchas gigantes únicas.
Erupções são mais comuns em estrelas de períodos curtos. Entretanto, a energia das maiores erupções não está relacionada com o período de rotação. Estrelas com variações maiores também têm erupções muito mais frequentes; há também uma tendência a que tenham erupções mais energéticas. Grandes variações podem ser encontradas até nas estrelas de rotação mais lenta: uma estrela tinha um período de rotação de 22,7 dias e variações implicando em cobertura pela mancha de 2,5% da superfície, mais de dez vezes maior do que o valor solar máximo. Estimando-se o tamanho das manchas estelares a partir da variação da amplitude, e assumindo valores estelares para os campos magnéticos nas manchas (1000 G), é possível estimar a energia disponível: em todos os casos há energia suficiente no campo para gerar até as maiores erupções observadas. Isto sugere que as supererupções e as erupções solares têm essencialmente o mesmo mecanismo.
Para determinar se supererupções podem ocorrer no Sol, é importante estreitar a definição de estrelas semelhantes ao Sol. Quando a faixa de temperatura é dividida em estrelas com Teff acima e abaixo de 5600 K (estrelas tipo G antigas e recentes), estrelas de temperatura menor têm probabilidade cerca de duas vezes maior de mostrar atividade supereruptiva do que aquelas na faixa solar, e aquelas que são assim têm mais erupções: a frequência de ocorrência de erupções (número por estrela por ano) é cerca de cinco vezes maior nas estrelas do último tipo. É bem conhecido que tanto a velocidade de rotação quanto a atividade magnética decrescem com a idade em estrelas do tipo G. Quando estrelas eruptivas são divididas em rotação rápida e lenta, usando o período de rotação estimado pelas variações do brilho, há uma tendência geral para que as de rotação mais rápida (e presumivelmente mais jovens) mostrem maior probabilidade de atividade: em particular, estrelas girando em menos de 10 dias têm probabilidade 20-30 vezes menor de ter atividade. Apesar disso, 44 supererupções foram encontradas em 19 estrelas com temperaturas similares à do Sol e períodos maiores do que 10 dias (em 14 000 estrelas observadas); Quatro supererupções com energias na faixa de 1-5 × 1033 ergs foram encontradas em estrelas girando mais lentamente que o Sol (de cerca de 5000 na amostra). A distribuição de erupções pela energia tem o mesmo formato para todas as classes de estrela: embora as estrelas do tipo solar tenham menos probabilidade de ter erupções, elas têm a mesma proporção de erupções muito energéticas que as estrelas mais jovens e mais frias.

## Estrelas tipos K e M
Os dados da Kepler também foram usados para procurar erupções em estrelas de tipos espectrais posteriores a G. Uma amostra de 23 253 estrelas com temperatura efetiva (Teff) menor que 5150 K e gravidade superficial log g > 4,2, correspondente a estrelas da sequência principal posteriores a K0V, foi examinada para erupções por um período de 33,5 dias. 373 estrelas foram identificadas como tendo erupções óbvias. Algumas estrelas tiveram apenas uma erupção, enquanto outras mostraram até quinze. Os eventos mais fortes aumentaram o brilho da estrela em 7-8%. Isto não é radicalmente diferente do pico de brilho de erupções em estrelas do tipo G; entretanto, como estrelas K e M são menos luminosas que as do tipo G, isto sugere que as erupções nessas estrelas sejam menos energéticas. Comparando as duas classes de estrelas estudadas, parece que as estrelas M têm erupções mais frequentemente que as do tipo K, mas a duração de cada erupção tende a ser menor. Não é possível chegar a nenhuma conclusão sobre a proporção relativa de estrelas dos tipos G e K mostrando supererupções, ou sobre a frequência de erupções nessas estrelas que mostram tal atividade, uma vez que os algoritmos de detecção de erupções e os critérios nos dois estudos são bastante diferentes.
A maioria (embora não todas) das estrelas tipos K e M mostra as mesmas variações de brilho quase periódicas das estrelas G. Há uma tendência para erupções mais energéticas ocorrerem em estrelas mais variáveis, entretanto a frequência de erupções é apenas fracamente relacionada com a variabilidade.

## Jupiteres quentes como uma explicação
Quando as supererupções foram originalmente descobertas em estrelas do tipo solar, foi sugerido que essas erupções poderiam ser produzidas pela interação do campo magnético da estrela com o campo magnético de um planeta gasoso gigante orbitando tão próximo que os campos magnéticos estariam ligados. A rotação ou o movimento orbital enrolariam os campos magnéticos até que uma reconfiguração dos campos causaria uma liberação explosiva de energia. As variáveis RS Canum Venaticorum são binárias próximas, com períodos orbitais entre 1 e 14 dias, em que a primária é uma estrela da sequência principal tipo F ou G, com uma forte atividade cromosférica em todas as fases orbitais. Esses sistemas têm variações de brilho atribuídas a grandes manchas estelares na primária; alguns mostram grandes erupções que se acredita sejam causadas por reconexão magnética. A companheira está suficientemente próxima para afetar a estrela com interações de maré.
Um gigante gasoso, entretanto, não seria suficientemente massivo para fazer isso, deixando as várias propriedades mensuráveis da estrela (velocidade de rotação, atividade cromosférica) inalteradas. Se o planeta e a estrela estivessem suficientemente próximos para os campos magnéticos estarem ligados, a órbita do planeta envolveria as linhas do campo até que a configuração ficasse instável, seguindo-se uma violenta liberação de energia na forma de uma erupção. A Kepler descobriu alguns gigantes gasosos orbitando proximamente, conhecidos como Jupiteres quentes; estudos de dois desses sistemas mostraram variações periódicas da atividade cromosférica da estrela, sincronizadas com o período do planeta.
Nem todos os trânsitos planetários podem ser detectados pela Kepler, uma vez que a órbita do planeta pode estar fora da linha de visão da Terra. Entretanto, os Jupiteres quentes orbitam tão perto da estrela que a chance de um trânsito é de cerca de 10%. Se as supererupções fossem causadas por planetas próximos, as 279 estrelas eruptivas descobertas teriam aproximadamente 28 companheiras em trânsito; na verdade,  nenhuma delas demonstrou evidência de trânsito, efetivamente excluindo esta explicação.

## Observações espectroscópicas de estrelas supereruptivas
Estudos espectroscópicos de supererupções permitem que suas propriedades sejam determinadas em mais detalhe, na esperança de detectar a causa das erupções. Os primeiros estudos foram feitos usando o espectrógrafo de alta dispersão no telescópio Subaru no Havaí. 50 estrelas aparentemente do tipo solar, conhecidas das observações da Kepler por apresentarem atividade supereruptiva, foram examinadas em detalhe. Dessas, apenas 16 mostraram evidência de serem binárias visuais ou espectroscópicas; elas foram excluídas, uma vez que binárias próximas são frequentemente ativas, enquanto, no caso de binárias visuais, há uma chance de acontecer atividade na companheira. A espectroscopia permite determinações acuradas da temperatura efetiva, da gravidade superficial e da abundância de metais além do hélio (metalicidade); a maioria das 34 estrelas isoladas provou ser de estrelas da sequência principal do tipo espectral G, e composição similar à do Sol. Como propriedades como a temperatura e a gravidade superficial se modificam ao longo da vida de uma estrela, a teoria de evolução estelar permite estimar a idade da estrela: na maior parte dos casos, a idade pareceu ser acima de várias centenas de milhões de anos. Isto é importante, dado que estrelas muito jovens são conhecidas por serem muito mais ativas. Nove das estrelas se adequaram à definição mais estreita de estrela do tipo solar dada acima; algumas tinham período de 20 ou mesmo 30 dias. Apenas cinco das 34 foram descritas como de alta rotação.
Observações do LAMOST (Large Sky Area Multi-Object Fibre Spectroscopic Telescope, na China) foram usadas para medir a atividade cromosférica de 5 648 estrelas do tipo solar no campo da Kepler, incluindo 48 supereruptivas. Essas observações mostram que estrelas supereruptivas se caracterizam geralmente por emissões cromosféricas maiores que outras estrelas, inclusive o Sol. Entretanto, existem estrelas supereruptivas com níveis de atividade menores ou comparáveis aos do Sol, sugerindo que as erupções solares e as supererupções provavelmente têm a mesma origem. O enorme conjunto de estrelas solares incluídas neste estudo permite estimativas detalhadas e robustas da relação entre a atividade cromosférica e a ocorrência de supererupções.
Todas as estrelas mostraram as variações de brilho quase periódicas, variando de 0,1% a quase 10%, interpretadas como a rotação de grandes manchas estelares. Quando existem grandes manchas em uma estrela, o nível de atividade da cromosfera se torna alto; em particular, grandes praias cromosféricas se formam ao redor dos grupos de manchas. As intensidades de certas linhas solares e estelares geradas na cromosfera, particularmente as linhas de cálcio ionizado (Ca II) e a linha Hα do hidrogênio, são conhecidas como indicadoras de atividade magnética. Observações nas linhas de Ca em estrelas de idade similar ao Sol mostram até mesmo variações cíclicas reminiscentes do ciclo solar de onze anos. Observando-se certas linhas infravermelhas de Ca II para as 34 estrelas supereruptivas foi possível estimar a sua atividade cromosférica. Medições das mesmas linhas em pontos na região ativa do Sol, juntamente com medições simultâneas do campo magnético local, mostram que há uma relação geral entre campo e atividade.
Embora as estrelas mostrem uma clara correlação entre velocidade de rotação e atividade, isto não exclui a atividade em estrelas de lenta rotação: mesmo estrelas tão lentas quanto o Sol podem ter alta atividade. Todas as estrelas supereruptivas observadas tinham mais atividade que o Sol, implicando em maiores campos magnéticos. Também há uma correlação entre a atividade de uma estrela e suas variações de brilho (e, portanto, a cobertura de manchas estelares): todas as estrelas com grande amplitude de brilho mostraram alta atividade.
Saber a área aproximada coberta por manchas estelares a partir do tamanho das variações, bem como a força do campo estimada pela atividade cromosférica, permite estimar-se a energia total armazenada no campo magnético; em todos os casos havia energia armazenada suficiente para responder até pelas maiores supererupções. As observações fotométricas e espectroscópicas são consistentes com a teoria de que as supererupções são diferentes das erupções solares apenas na escala, e podem ser responsabilizadas pela liberação de energia magnética em regiões ativas muito maiores do que as do Sol. Entretanto, essas regiões podem aparecer em estrelas com massas, temperaturas, composições, velocidades de rotação e idades similares às do Sol.

## Detectando supererupções passadas no Sol
Como estrelas aparentemente idênticas ao Sol podem produzir supererupções, é natural perguntar se o próprio Sol também pode, e tentar encontrar evidência de que o fez no passado. Grandes erupções são invariavelmente acompanhadas por partículas energéticas, e essas partículas produzem efeitos se alcançam a Terra. O evento Carrington de 1859, a maior erupção da qual tivemos observação direta, produziu auroras que se estenderam até perto do equador. Partículas energéticas podem produzir modificações químicas na atmosfera, que podem ser gravadas permanentemente no gelo polar. Prótons rápidos geram isótopos distintos, particularmente carbono-14, que podem ser absorvidos e preservados por criaturas vivas.

### Concentrações de nitratos no gelo polar
Quando partículas energéticas solares atingem a atmosfera terrestre, elas causam ionização que cria óxido nítrico (NO) e outros compostos de nitrogênio reativos, que então precipitam na forma de nitratos. Como todas as partículas energéticas são defletidas em maior ou menor grau pelo campo geomagnético, elas entram preferencialmente nas latitudes polares; como as altas latitudes também contêm gelo permanente, é natural procurar pela assinatura de nitratos provenientes de eventos de partículas em testemunhos de gelo. Um estudo de testemunho de gelo da Groenlândia datado de 1561 conseguiu resoluções de 10 ou 20 amostras por ano, permitindo, em princípio, a detecção de eventos singulares. Datas precisas (dentro de um ou dois anos) podem ser obtidas contando-se camadas anuais nos testemunhos, verificadas pela identificação de depósitos associados com erupções vulcânicas conhecidas. O testemunho continha uma variação anual da concentração de nitratos, acompanhada por um número de picos de diferentes amplitudes. O maior deles em todo o registro foi datado de poucas semanas do evento Carrington de 1859. Entretanto, outros eventos podem produzir picos de nitratos, inclusive a queima de biomassa, que também produz aumento das concentrações de amônia. Um exame de quatorze testemunhos de gelo da Antártica e do Ártico mostrou grandes picos de nitratos: entretanto, nenhum deles era datado de 1859 (o mais próximo era de 1863). Todos esses picos eram associados com amônia e outros indicadores de combustão. Não há evidência de que concentrações de nitratos possam ser usadas como indicadores de histórico de atividade solar.

### Eventos singulares a partir de isótopos cosmogênicos
Quando prótons energéticos entram na atmosfera, eles criam isótopos em reações com os componentes principais; o mais importante desses é o carbono-14, (14C), que é criado quando nêutrons secundários reagem com nitrogênio. O 14C, que tem meia-vida de 5 730 anos, reage com oxigênio para formar dióxido de carbono, que é absorvido pelas plantas; a datação da madeira pelo seu teor de 14C é a base da datação por radiocarbono. Se uma madeira de idade conhecida está disponível, o processo pode ser revertido. Medindo-se o teor de 14C e usando-se a meia-vida, pode-se estimar o teor quando a madeira foi formada. Os anéis de crescimento das árvores mostram padrões, causados por diversos fatores ambientais: a dendrocronologia usa esses anéis de crescimento, comparados através de sequências superpostas, para estabelecer datas precisas. A aplicação deste método mostra que o  14C realmente varia com o tempo, devido à atividade solar. Esta é a base da curva de calibração da datação por carbono. Claramente, ela pode ser usada para detectar quaisquer picos na produção causada por erupções solares, se essas erupções criam partículas energéticas suficientes para produzir um aumento mensurável no 14C.
Um exame da curva de calibração, que tem uma resolução de tempo de cinco anos, mostrou três intervalos nos últimos 3 mil anos em que 14C aumentou substancialmente. Com base nisso, dois cedros japoneses foram examinados com uma resolução de um ano, e mostraram um aumento de 1,2% no ano 774, umas vinte vezes mais do que seria esperado da variação solar normal. Este pico diminuiu gradativamente ao longo de alguns anos. O resultado foi confirmado em estudos do carvalho alemão, do pinheiro californiano, do pinheiro larix siberiano e do kauri neozelandês. Todas as determinações coincidiram tanto no tempo quanto na amplitude do evento. Além disso, medições de esqueletos de corais do Mar do Sul da China mostraram variações substanciais no 14C durante alguns meses na mesma época; entretanto, a data somente pôde ser estabelecida dentro de um período de ±14 anos em torno do ano 783.
O carbono-14 não é o único isótopo que pode ser criado por partículas energéticas. O berílio-10 (10Be) também é formado a partir do oxigênio e do nitrogênio, e depositado no gelo polar. Entretanto, a deposição de 10Be pode estar fortemente relacionada ao clima local e mostra variabilidade geográfica extrema; com ela também é mais difícil atribuir datas. Apesar disso, foi encontrado um aumento de 10Be durante os anos 770 em um testemunho de gelo na Antártica, embora o sinal fosse menos impactante por causa da menor resolução de tempo (vários anos); outro pequeno aumento foi visto na Groenlândia. Quando foram comparados os dados de dois locais do norte da Groenlândia e um do oeste da Antártica, todos tomados com uma resolução de um ano, eles mostraram um sinal forte: o perfil de tempo também coincidia bem com os resultados de 14C (dentro da incerteza da datação com o 10Be). Cloro-36 (36Cl) pode ser produzido a partir do argônio e depositado no gelo polar; como o argônio é um constituinte menor na atmosfera, a abundância é baixa. Os mesmos testemunhos de gelo que mostraram 10Be também forneceram aumentos de 36Cl, embora uma datação detalhada não fosse possível com a resolução de cinco anos.
Um segundo evento nos anos 993 e 994 também foi encontrado a partir do 14C em anéis de árvores, mas de intensidade menor. Este evento também produziu aumentos mensuráveis em 10Be e 36Cl em testemunhos de gelo na Groenlândia.
Se é presumido que esses eventos foram produzidos por partículas rápidas provenientes de grandes erupções, não é fácil estimar a energia da partícula na erupção ou compará-la com eventos conhecidos. O evento de Carrington não aparece nos registros de carbono-14, assim como nenhum outro grande evento de partículas que foi observado diretamente. O fluxo de partículas deve ser estimado calculando-se taxas de produção de radiocarbono, e depois modelando-se o comportamento do CO2  quando ele entra no ciclo do carbono; a fração do radiocarbono criado que é absorvida pelas árvores depende em alguma medida deste ciclo. Como uma complicação extra, os isótopos cosmogênicos são criados preferencialmente por prótons energéticos (várias centenas de MeV). O espectro de partículas energéticas de uma erupção solar varia consideravelmente entre eventos; um com um espectro “duro”, com mais prótons de alta energia, será mais eficiente em produzir um aumento de 14C. A erupção mais poderosa que também tinha um espectro duro e que foi observada com instrumentos aconteceu em fevereiro de 1956 (o início dos testes nucleares obscurece quaisquer possíveis efeitos nos registros de 14C); estimou-se que se uma única erupção foi responsável pelo evento de 774/5, ela teria que ser 25-50 vezes mais potente do que aquela de 1956. Um grupo de manchas solares pode produzir várias erupções ao longo de sua vida, e os efeitos de uma sequência dessas seriam agregados durante o período de um ano coberto por uma única medição de 14C; entretanto, o efeito total ainda seria dez vezes maior do que qualquer evento observado em um período similar nos tempos modernos.
As erupções solares não são a única possibilidade para a produção de isótopos cosmogênicos. Uma erupção de raios gama longa ou curta foi proposta como sendo consistente com todos os detalhes do evento de 774/5, se ela estivesse suficientemente próxima. Entretanto, como sabido atualmente, esta explicação é muito improvável.

### Registros históricos
Algumas tentativas foram feitas, estudando-se registros históricos, para encontrar evidência adicional para suportar a interpretação da supererupção para o pico de isótopo em 774/5. O evento de Carrington produziu auroras tão ao sul quanto o Caribe e o Havaí, correspondente à latitude geomagnética de cerca de 22°. Se o evento de 774/5 correspondeu a uma erupção ainda mais energética, deve ter havido um evento de aurora global.
Usoskin et al citaram referências a auroras em crônicas chinesas em 770 (duas vezes), 773 e 775. Eles também citaram uma “cruz vermelha” no céu em 773/4 da Crônica Anglo-Saxônica; “escudos inflamados” ou “escudos queimando com uma cor vermelha” vistos no céu da Alemanha em 776, registrados nos Royal Frankish Annals; “fogo no céu” visto na Irlanda em 772; e uma aparição na Alemanha em 773 interpretada como cavaleiros em cavalos brancos. Mesmo se as datas não estão precisamente conformes com o aumento de 14C, isto poderia sugerir um período de alta atividade solar. Zhou et al acrescentam detalhes das crônicas chinesas: em uma data que eles indicam como 17 de janeiro de 775, havia mais de dez faixas de luzes brancas “como uma faixa de seda” estendendo-se através de oito constelações chinesas; o fenômeno durou várias horas. As observações, feitas durante a dinastia Tang, foram feitas na capital Xian; embora as coordenadas geomagnéticas mudem com o tempo, isto corresponderia aos vinte graus.
Há algumas dificuldades envolvidas ao se tentar ligar os resultados de 14C com as crônicas históricas. Datas de anéis de árvores podem estar erradas por não haver um anel distinto para um ano (clima especialmente frio), ou haver dois anéis (um segundo crescimento durante um outono quente). Se o clima frio foi global, seguindo uma grande erupção vulcânica, é possível que os efeitos também fossem globais: a data aparente do 14C pode nem sempre bater com as crônicas.
Para o pico de isótopo de 993/4, Hayakawa et al pesquisaram documentos contemporâneos que mostram observações de aglomerados aurorais no final de 992, mas sua relação com o pico de isótopo está ainda em discussão.

## Atividade solar geral no passado
As supererupções parecem estar associadas com um alto nível geral de atividade magnética. Além de procurar eventos individuais, é possível examinar os registros de isótopos, para achar o nível de atividade no passado e identificar períodos em que ela possa ter sido muito mais alta que atualmente. Rochas lunares fornecem um registro não afetado pelo escudo geomagnético e processos de transporte. Tanto os raios cósmicos quanto os eventos de partículas podem criar isótopos nas rochas, e ambos são afetados pela atividade solar. Os raios cósmicos são muito mais energéticos e penetram mais profundamente, e podem ser distinguidos das partículas solares, que afetam as camadas externas. Diversos radioisótopos diferentes podem ser produzidos, com meias-vidas muito diferentes; a concentração de cada um pode ser vista como uma representação da média do fluxo de partículas durante sua meia-vida. Como os fluxos podem ser convertidos em concentrações de isótopos por simulações, há aqui uma certa dependência do modelo. Os dados são consistentes com a visão de que o fluxo de partículas energéticas solares com energias acima de algumas dezenas de MeV não variou ao longo de períodos variando entre cinco mil e cinco milhões de anos. Naturalmente, um período de intensa atividade, numa escala de tempo curta em relação à meia-vida, não seria detectado.
Medições de 14C, mesmo com baixa resolução de tempo, podem indicar o estado da atividade solar ao longo dos últimos 11 mil anos até aproximadamente 1900. Embora a datação por radiocarbono tenha sido aplicada em até 50 mil anos, durante as desglaciações no início do Holoceno, a biosfera e sua absorção de carbono mudaram dramaticamente, tornando a estimativa antes disso impraticável; depois de aproximadamente 1900, o efeito Suess torna difícil a interpretação. As concentrações de 10Be em testemunhos de gelo estratificado fornecem uma medida independente da atividade. Ambas as medidas concordam razoavelmente entre si e com o número Zurich de manchas solares dos últimos dois séculos. Para uma verificação adicional, é possível recuperar o isótopo Titânio-44 (44Ti) em meteoritos; isto fornece uma medida da atividade que não é afetada por mudanças no processo de transporte ou no campo geomagnético. Embora isto esteja limitado aos últimos dois séculos, é consistente com todas menos uma das reconstruções de 14C e 10Be e confirma a sua validade. Os eventos de erupção energética discutidos acima são raros; em escalas de tempo longas (significativamente maiores que um ano), o fluxo de partículas radiogênicas é dominado por raios cósmicos. O Sistema Solar interior é cercado pelo campo magnético geral do Sol, que é fortemente dependente do tempo de um ciclo e da força do ciclo. O resultado é que tempos de atividade poderosa aparecem como decréscimos nas concentrações de todos esses isótopos. Como os raios cósmicos também são influenciados pelo campo geomagnético, dificuldades na reconstrução deste campo determinam um limite na precisão das reconstruções.
A reconstrução por 14C da atividade ao longo dos últimos 11 mil anos não mostra nenhum período significativamente mais alto do que o presente; na verdade, o nível geral de atividade na segunda metade do século XX foi o mais alto desde 9000 a.C.. Em particular, a atividade no período em torno do evento de carbono-14 do ano 774 (médias das décadas) foi um tanto mais baixo do que a média de longo prazo, enquanto o evento do ano 993 coincidiu com um pequeno mínimo. Uma pesquisa mais detalhada do período entre 731 e 825, combinando vários conjuntos de dados de 14C, com resolução de um e dois anos, com registros de auroras e manchas solares, mostra mesmo um aumento geral (partindo de um nível baixo) depois de 773, atingindo o seu nível mais alto depois de 757 e permanecendo alto nas décadas de 760 e 770: houve diversas auroras nessa época, e mesmo uma em baixa latitude na China

## Efeitos de uma supererupção solar hipotética
O tipo de supererupção que aparentemente é encontrado nas nove estrelas originalmente candidatas teria efeito catastrófico para a Terra e deixaria rastros no Sistema Solar; o evento em S Fornacis, por exemplo, envolveu um aumento na luminosidade da estrela em um fator de aproximadamente 20. Thomas Gold sugeriu que o brilho na superfície de algumas rochas lunares poderia ser causado por uma explosão solar envolvendo um aumento de luminosidade de mais de 100 vezes por 10 a 100 segundos, em alguma época nos últimos 30 mil anos. Além dos efeitos terrestres, isto causaria derretimento de gelo seguido de recongelamento até nas luas de Júpiter. Não há evidência de supererupções nesta escala ocorrendo no Sistema Solar.
Mesmo para supererupções menores, no final da faixa da Kepler, os efeitos seriam sérios. Em 1959, o evento Carrington causou falhas no sistema telegráfico na Europa e na América do Norte. Possíveis consequências hoje incluiriam:
- Danos ou perda de todos os satélites artificiais.
- Passageiros de voos transpolares receberiam altas doses de radiação de partículas energéticas, assim como os astronautas da tripulação da Estação Espacial Internacional.
- Redução significativa da camada de ozônio, com aumento do risco de cataratas, queimaduras solares e cânceres de pele, assim como danos a plantas em crescimento. O tempo para recuperação seria da ordem de meses a anos. Nos casos mais fortes haveria danos severos à biosfera, especialmente à fotossíntese primária nos oceanos.
- Falha no sistema de distribuição de energia (como na tempestade magnética de março de 1989), possivelmente com danos a transformadores e equipamentos de comutação.
- Perda de potência dos sistemas de resfriamento de varetas de combustível gastas estocadas em centrais de energia nuclear.
- Perda da maior parte da comunicação por rádio devido ao aumento da ionização da atmosfera.

É evidente que supererupções frequentemente se repetem, em vez de ocorrer como eventos isolados. O NO e outros compostos nitrogenados criados por partículas de erupções catalisam a destruição do ozônio sem serem consumidos, e têm uma longa vida na estratosfera. Erupções com frequência de um por ano ou mesmo menos teriam um efeito cumulativo; a destruição da camada de ozônio seria permanente e levaria a um evento de extinção de pelo menos baixo nível.
Supererupções também foram sugeridas como uma solução para o paradoxo do jovem Sol fraco.

## Podem ocorrer supererupções no Sol?
Como supererupções podem ocorrer em estrelas que são em tudo aparentemente equivalentes ao Sol, é natural que se pergunte se elas podem ocorrer no próprio Sol. Uma estimativa baseada nos estudos fotométricos originais da Kepler sugeriu uma frequência em estrelas do tipo solar (tipo G inicial, período de rotação maior do que 10 dias) de uma a cada 800 anos para uma energia de 1034 erg, e a cada 5000 anos para 1035 erg. Uma amostragem de um minuto forneceu estatísticas para erupções menos energéticas e deu uma frequência de uma erupção de 1033 erg a cada 5-600 anos para uma estrela girando tão lentamente quanto o Sol; isto seria classificado como X100 em uma escala de erupção solar. Isto se baseia em uma comparação do número de estrelas estudadas com o número de erupções observadas. Uma extrapolação das estatísticas empíricas para erupções solares para uma energia de 1035 erg sugere uma frequência de um a cada 10 mil anos.
Entretanto, isto não combina com as propriedades conhecidas de estrelas supereruptivas. Essas estrelas são extremamente raras nos dados da Kepler; um estudo mostrou apenas 279 estrelas em 31 457 observadas, uma proporção de menos de 1%; para estrelas mais velhas, ela caiu para 0,25%. Além disso, perto de metade das estrelas que estavam ativas mostraram erupções repetidas: uma teve 57 eventos em 500 dias. Concentrando-se em estrelas do tipo solar, as mais ativas tiveram em média uma erupção a cada 100 dias; a frequência de supererupções nas estrelas do tipo solar mais ativas é mil vezes maior do que a média geral para essas estrelas. Isto sugere que este comportamento não está presente ao longo de toda a vida da estrela, mas está restrito a episódios de atividade extraordinária. Isto também é sugerido pela clara relação entre a atividade magnética de uma estrela e a sua atividade supereruptiva; em particular, estrelas supereruptivas são muito mais ativas (com base na área de manchas estelares) do que o Sol.
Não há evidências de nenhuma erupção maior do que o evento Carrington (aproximadamente 1032 erg, ou 1/10 000 das maiores supererupções) nos últimos 200 anos. Embora eventos maiores de registros de 14C por volta do ano 775 tenham sido claramente identificados como eventos solares, sua associação com a energia de erupções não está clara, e é improvável que excedam 1032 erg. A conclusão mais natural é que o Sol pode produzir supererupções de até 1035 erg, mas apenas em episódios bem definidos de atividade forte associada com um campo magnético muito mais alto do que o seu valor atual. A duração de tais episódios é desconhecida, mas, na sua idade atual, provavelmente ocupa menos que 0,1% do seu tempo.